# Arkoola
Arkoola is een monotypisch geslacht van schimmels behorend tot de familie Venturiaceae. Het bevat alleen Arkoola nigra. 